# Römischer Gutshof von Mindersdorf
Der Römische Gutshof von Mindersdorf ist eine konservierte Villa rustica, ein römisches Landgut aus dem 1. Jahrhundert, das wohl bis in das 3. Jahrhundert existierte.

## Lage
Der Gutshof im östlichen Teil des Hegaus befindet sich auf einer Höhe von etwa 630 m ü. NHN im Hohenfelser Ortsteil Mindersdorf im baden-württembergischen Landkreis Konstanz in Deutschland.

## Die Anlage
Mit Hilfe von Luftbildaufnahmen konnten 1974 zwei Gebäude, die bisher nicht ausgegraben wurden, an der Straße nach Sentenhart lokalisiert werden.
In einem solchen Gutshof lebten bis zu 40 Personen, oft Militärveteranen oder Kolonisten, die Ackerbau und Viehzucht betrieben. Mit ihren Überschüssen sicherten sie die Versorgung der Bevölkerung in den Städten und des Militärs.

## Denkmalschutz
Das Bodendenkmal „Römischer Gutshof von Mindersdorf“ ist geschützt als eingetragenes Kulturdenkmal im Sinne des §2 des Denkmalschutzgesetzes des Landes Baden-Württemberg (DSchG). Nachforschungen und gezieltes Sammeln von Funden sind genehmigungspflichtig, Zufallsfunde an die Denkmalbehörden zu melden.